# Булонский замок
Булонский замок (Château de Boulogne), прозванный Мадрид (Château de Madrid) или Мадридский замок, — ренессансная резиденция короля Франциска I в Булонском лесу под Парижем (территория современного предместья Нёйи-сюр-Сен). Снесена в конце XVIII века.
Попав в плен к испанцам при Павии в 1525 г., французский король Франциск I провёл несколько месяцев в Мадриде. Там его особенно впечатлил королевский дворец в пригородном парке Каса-дель-Кампо. По возвращении на родину он поручил флорентийцу Джироламо делла Роббиа выстроить для себя в Булонском лесу подобный замок «в мадридском вкусе». Архитектор, впервые познакомивший французов с техникой глазурованной терракоты, выложил весь фасад затейливыми рельефными изразцами, отчего постройку прозвали «фаянсовым замком». Строительные работы закончил уже после смерти Франциска, в 1552 году, придворный архитектор Ф. Делорм.
Несмотря на испанское название, Булонский замок представлял собой классический образец французского ренессанса: два яруса протяжённых лоджий с квадратными флигелями по сторонам. В XVII веке при нём была устроена шёлковая мануфактура. Дворец в лесу был заброшен после смерти его последней высокопоставленной обитательницы, вдовы Карла Беррийского. За несколько лет до Великой Французской революции нуждавшийся в средствах Людовик XVI подписал распоряжение о продаже заброшенных королевских резиденций Ла-Мюэтт и Булонь на кирпич, после чего они были снесены.
|                             |  |                          |  |                                       |
| Дворец на гравюре Жака Риго |  | Деталь картины 1722 года |  | Зарисовка фасада Жаком Андруэ Дюсерсо |